# Централна поща (Стара Загора)
Централната поща в Стара Загора е построена през 1932 г.
Проектант на сградата е архитект Христо Атанасов. Изградена е в стил модерн в съчетание с елементи от египетската архитектура. Преустроявана е три пъти. Над главния вход се издига часовникова кула. Часовниковият механизъм е доставен от Германия, а четирите циферблата и бронзовата камбана са направени във фабриката „Гномон – Георги Хаджиниколов“ в София и са поставени през 1936 г. През 2014 г. напуканата камбана е заменена от нова 72-килограмова чугунена камбана, която е изработена и подарена от предприятието „Прогрес“ АД. По това време е извършена и профилактика на часовниковия механизъм.
В сутерена на сградата са открити късноантични мозайки от ІV-VІ век. Представителната зала, преддверието и портиците на пощата са разположени непосредствено до южната крепостна стена на античния град Августа Траяна. Те са украсени с подови мозайки. В представителната зала се намира многоцветното мозаично пано, представящо годишните сезони и вечния кръговрат на живота чрез алегории и символи, вплетени в живописна художествена композиция. Мозайката в триклиниума е изпълнена чрез рядко използвана в Августа Траяна техника „опус секстиле“ от геометрични елементи, изработени от разноцветен мрамор и керамични отливки. Предполага се, че античната сграда е резиденция на градския управител, превърната по-късно в епископски център.
Пред централния вход е поставена статуя на орел с разперени криле и писмо в човката. Скулптурата на орела е по проект на проф. Драган Лозенски.
Макет на сградата в нейния оригинален вид се намира в постоянната експозиция на Регионален исторически музей – Стара Загора.